# Johann Cornelsen
Johann Theodor Cornelsen (* 22. Oktober 1831 in Horneburg; † 21. Juli 1892 in Stade) war Weinhändler und Mitglied des Deutschen Reichstags.

## Leben
Cornelsen war seit 1866 Senator (bürgerliches Mitglied des Magistrats) von Stade. Vorher war er langjähriges Mitglied des Bürgervorsteher-Kollegs. Weiter war er Mitglied der Bremer und Verdenschen Landschaft, sowie stellvertretendes Mitglied des Hannoverschen Provinzial-Landtages. Er betrieb die seit 1718 im Familienbesitz bestehende Weingroßhandlung „J. F. Wehber & Sohn“ in Stade, Sattelmacherstrasse, ab 1854 zunächst mit einem Vetter Georg Heinrich Wehber, ab 1866 allein. Er war Gutsbesitzer auf Barendorf.
Von 1884 bis 1887 war er Mitglied des Deutschen Reichstags für den Wahlkreis Provinz Hannover 18 (Stade, Geestemünde, Bremervörde, Osterholz) und die Nationalliberale Partei. 1892 wurde Cornelsen zum Kommerzienrat ernannt.
Sein Sohn ist der Politiker Franz Cornelsen und sein Enkel der Schulbuchverleger Franz Cornelsen.